# 朝日町 (太田市)
朝日町（あさひちょう）は、群馬県太田市にある地名（町丁）。郵便番号は373-0814。

## 概要
九合地区にある町丁。町内はすべてを株式会社SUBARU 群馬製作所 大泉工場が占めている。

## 地理

### 近隣町丁
- 龍舞町
- 内ケ島町
- 飯塚町
- 東別所町

## 世帯数と人口
2022年（令和4年）3月31日現在、町内に住む世帯と人口はいない。
| 町丁   | 世帯数 | 人口 |
| ------ | ------ | ---- |
| 朝日町 | 0世帯  | 0人  |

## 交通

### 鉄道
町内に鉄道は通っていない。

### 道路
町内にはSUBARU大泉工場の専用道路が通っている。

## 施設
- 株式会社SUBARU 群馬製作所 大泉工場